# Julian Szumlański
Julian Szumlański (ur. we Lwowie, zm. 1920 w Sofii) – bułgarski pedagog i działacz oświatowy.
Był urodzonym we Lwowie Polakiem, który za udział w organizacjach patriotycznych został skazany na dwadzieścia pięć lat katorgi na Syberii. Uciekł z zesłania i przedostał się do Bułgarii, gdzie znalazł pracę, jako nauczyciel w szkole im. Kniazia Borysa I. Następnie nauczał w bułgarskim gimnazjum męskim w Salonikach. Zaangażował się w bułgarski ruch wyzwolenia narodowego, dzięki jego działaniom udało się wydostać z więzień wielu skazanych za działania rewolucyjne i antypaństwowe. Razem z żoną Zacharią założył w Bitoli sierociniec dla stu dwudziestu dzieci, których rodzice zginęli w powstaniu ilindeńskim. Po przegranej Bułgarii w II wojnie bałkańskiej w 1914 został wraz z żoną zesłany na jedną z wysp na Morzu Egejskim. Ciężko chory trafia do Sofii, gdzie umiera wkrótce po zakończeniu działań wojennych.